# ركفور (سلزون)
الرُّكفور (عند أو على السلزون) هي بلدية في مقاطعة أُفيرون في منطقة قسطانية جنوب فرنسة.